# Сорумамня
Сорумамня (устар. Сорум-Амня) — река в России, протекает по Ханты-Мансийскому АО. Устье реки находится в 284 км по правому берегу реки Амня. Длина реки составляет 99 км, площадь водосборного бассейна 932 км².

## Притоки
(км от устья)
- Катъёгарсоим (лв)
- Ай-Вунтсоим (пр)
- Ун-Вонтсоим (пр)
- Холголсоим (пр)
- Тудынгсоим (лв)
- В 45 км от устья по левому берегу реки впадает река Унсоим
- В 65 км от устья по правому берегу реки впадает река Омрасьюган.
- В 66 км от устья по левому берегу реки впадает река Ухытъюган.
- Вотхотъёгарт (пр)
- Пелколтыайюган (пр)

## Данные водного реестра
По данным государственного водного реестра России относится к Нижнеобскому бассейновому округу, водохозяйственный участок реки — Обь от впадения Иртыша до впадения реки Северная Сосьва, речной подбассейн реки — бассейны притока Оби от Иртыша до впадения Северной Сосьвы. Речной бассейн реки — (Нижняя) Обь от впадения Иртыша.
Код объекта в государственном водном реестре — 15020100112115300021293.